# Julos Beaucarne
Julos Beaucarne (născut Jules Beaucarne; n. 27 iunie 1936, Écaussinnes, Valonia, Belgia – d. 18 septembrie 2021, Beauvechain, Valonia, Belgia) a fost un cantautor, actor și poet de expresie predominant valonă.

## Biografie
S-a născut în 1936 și a studiat la Colegio Saint-Vincent din Soignies. Între 1961 și 1966 a fost actor la Bruxelles. Beaucarne a înregistrat primele sale albume în 1964 și primul său LP (Julos chante Julos) în 1967. De atunci, el a lansat aproximativ un album la fiecare doi ani. 
Asasinarea soției sale, Loulou (Louise-Hélène France), în 1975 i-a schimbat stilul într-unul mai umanist. După această tragedie, a călătorit, în principal în Quebec, și și-a consolidat legăturile cu cultura cântăreților francofoni. Când a murit regele Baudouin, a fost ales ca martor național pentru a aduce un omagiu muzical regelui decedat. El a fost numit cavaler în iulie 2002 de regele Albert al II-lea. De asemenea, el a semnat Manifestul culturii valone în 1983.

## Anarhie
„Anarhist, sunt adânc în oasele mele! Anarhist, după părerea mea, înseamnă propuneți modalități pe care alții nu le-au explorat încă și rupe ușile care nu au fost încă deschise. Asta fac de cincizeci de ani acum”.

### Albume de studio
- 1967: Julos chante Julos
- 1968: L'enfant qui veut vider la mer
- 1969: Julos chante pour vous
- 1971: Premières chansons
- 1972: Arrêt facultatif
- 1974: Front de libération des arbres fruitiers
- 1975: Chandeleur septante cinq
- 1976: Les Communiqués colombophiles
- 1976: Julos chante pour les petits et les grands (pentru copii)
- 1978: Mon terroir c'est les galaxies
- 1979: Le Vélo volant
- 1980: Le Chanteur du silence
- 1981: La P'tite Gayole
- 1981: L'Univers musical 1  (album instrumental)
- 1982: L'Hélioplane
- 1984: L'avenir a changé de berceau
- 1986: L'Ère vidéo-chrétienne
- 1986: Contes, comptines et ballades (pentru copii)
- 1989: L'univers musical 2  (album instrumental)
- 1990: 9/9/99, monde neuf
- 1993: Tours, temples et pagodes post-industriels
- 1997: Vingt ans depuis quarante ans
- 2000: Co n' rawète
- 2006: Le Jaseur Boréal
- 2012: Le Balbuzard fluviatile

### Albume live
- 1977: Julos Beaucarne au théâtre de la Ville janvier septante sept
- 1987: J'ai vingt ans de chansons
- 1991: Julos au Casino de Paris
- 1998: Le Navigateur solitaire sur la mer des mots
- 2002: Chansons d'amour (2 CD)

## Filmografie
Beaucarne a semnat muzica pentru:
- La Terre n'est pas une poubelle (1996)

### Actor
A debutat ca preot Jacques și Old Bob în cele două filme de Bruno Podalydès, pentru care fiul său Christophe Beaucarne a fost director de fotografie:
- Le Mystère de la chambre jaune (2003)
- Le Parfum de la dame en noir (2005)

El a interpretat, de asemenea, persoanele fără adăpost din:
- Madame Édouard (2004)
- Associés contre le crime de Pascal Thomas (2012)